# محيي الدين صبحي
محيي الدين صبحي (1935، دمشق - 2003) هو ناقد ومفكر وأديب سوري، حاصل على إجازة في اللغة العربية من جامعة دمشق، وحاصل على شهادة الدكتوراه من بيروت، وعمل رئيساً لتحرير عدد من المجلات والصحف، وكان عضواً في هيئة تحرير مجلة الموقف الأدبي، وعضو في جمعية النقد الأدبي.

## مؤلفاته
- الأمة المشلولة: تشريح الانحطاط العربي.
- الأدب والموقف القومي.
- البحث عن ينابيع الشعر والرؤيا: حوار ذاتي عبر الآخر.
- البطل في مأزق.
- التطبيع الثقافي في الوطن العربي : المظاهر وأشكال المقاومة.
- الرؤيا في شعر البياتي.
- الشعر طقس حضارة.
- الشعر وطقوس الحضارة دراسات في الشعر العربي الحديث.
- العروبة : أكثر من أي وقت مضى.
- المختار من الوساطة بين المتنبي وخصومه.
- النقد الادبى الحديث بين الاسطورة والعلم : دراسات مترجمة.
- أبطال في الصيرورة : دراسات في الرواية العربية والمعربة.
- تشريح النقد.
- جوزف حرب وأمطار الوردة السوداء : دراسة نقدية.
- د.احسان عباس والنقد الأدبي.
- دراسات ضد الواقعية في الادب العربي.
- ديوان أبي تمام.
- صهيل الجواد الأبيض : قصص.
- عرب اليوم: صناعة الاوهام القومية.
- عصر الايديولوجيا.
- قصائد رؤوية من العصر الحديث الى الجاهلية.
- الكون الشعري عند نزار قباني.
- ملامح الشخصية العربية في التيار الفكري المعادي للأمة العربية.
- مئة عام من الرواية النسائية العربية 1899-1999.
- نزار قباني : شائر لكل الأجيار.
- نزار قباني : شاعرا وإنسانا.
- نظرية الادب.
- نظرية النقد العربي وتطورها الى عصرنا : الجزء الثاني من نظرية الشعر العربي